# Порекло очију
Порекло очију је амерички научнофантастични романтични драмски филм из 2014. године који је написао и режирао Мајк Чахил. Независна продукција премијерно представљена на филмском фестивалу Сан денс 18. јануара 2014. године. Дистрибуира га Фокс Срчлајт Пикчрс, а у ограниченом издању је отворена 18. јула 2014. Добио је награду за најбољи дугометражни филм на интернационалном филмском фестивалу у Каталонији 11. октобра 2014.

## Радња
Студент докторант, Ијан Греј, истражује еволуцију људских очију са Керен, његовом сарадницом од прве године, и са Кенијем. Ијан има посебну одбојност према сујеверју, религији и "интелигентном дизајну" који се нада да ће дискредитовати испуњавање корака еволуције ока. На забави за Ноћ вештица, он се сусреће са Софи, која носи црну маску на лицу тако да су јој видљиве само њене магнетне пепељасте очи боје лешника. Фасциниран он фотографише њене очи, а онда касније на журци она га одводи у купатило како би имали секс. Међутим, убрзо након тога, она одлази не поздрављајући се.
Ијан не може престати да мисли о њој. Једног дана, чини се да га синхроницитети око броја једанаест, поврх свега, мистериозно воде према билборду на којем он препознаје Софијине очи. Најзад је види у возу и прилази јој, пуштајући је да слуша музику на његовим слушалицама. Они започињу везу, иако се његов рационализам често сукобљава са њеном "феј-духовности". Једног дана спонтано одлучују да се венчају. Речено им је да морају сачекати један дан за дозволу, а док су излазили из сале за венчање, Ијан добија позив од Карен у лабораторију. Дошло је до узбудљивог открића у њиховом истраживању. Нашла је слепог црва - Еисениа фетида - са ДНК-ом потребним развије око, управо оно што су тражили. Ијан одводи Софи у лабораторију, мада је она није била много срећна што то жели да уради на дан венчања. Он покушава да је умири разменом њихових венчаних прстенова, на што она гледа као на лошу срећу. Он изјављује да не верује у такве ствари, и онда јој стави прстен на руку, шапућући да ће је волети заувек.
Назад у лабораторији, Софи је узнемирена истраживањима које раде, и Карен одлази услед непријатности. После кратке расправе, Софи љуби Ијана и прстима удара по боци са формалдехидом, случајно прскајући Ианове очи. Они позивају Карен, која му помаже до места за испирање очију и завијају му очи, а Софи га одводи кући. На путу до стана, лифт у Софијиној згради се зауставља између спратова. Ијан покушава да подигне Софи, али она одбија. Исфрустриран њеним дечијим страховима, он скида завоје и покушава да се извуче. Док је извлачио Софи, лифт почиње да се креће поново. Замагљених очију, Ијан мисли да ју је извукао на време, али било је прекасно - Софијина доња половина се одсекла, а она му одмах умире у наручју. Ијан пада у тешку депресију, а Карен наставља њихово истраживање. Једне вечери Карен му доноси храну кући. Он почне да плаче, а она га теши. Почињу да се љубе.
Филм се убрзава седам година унапред. Ијан је написао књигу еволуције ока за коју тврди оповргава креационизам. Ијан и Карен су сада венчани и Карен је трудна. Када се њихова беба родила, болница врши преглед шаренице очију бебе Томаса. Резултати се уносе у базу података и програм идентификује бебу као одређену Пола-Едгара-Дајрија. Сестра поново уноси резултате мислећи да је то проблем, и проблем нестаје.
Неколико месеци касније, доктор Симонс зове, тврдећи да тест бебиног урина можда указује на повишен ризик од аутизма и препоручује даљи тест. Али Ијан и Карен постају сумњиви током овог неконвенционалног теста и одлучују да истраже доктора Симонса. Откривају да је она у ствари једна од ретких особа са потпуним приступом бази скенирања ириса. Ијан прати неке слике са овог теста до Идаха, где наилази на породицу Паул Едгар Даири-а, који је у ствари умро пре него што је њихова беба била зачета.
Ианов бивши партнер са којим је истраживао, Кени, творац је ирске базе података. Он помаже Ијану и Карен да доспеју до неких од фотографија преминулих чланова породице, пролази кроз базу података других људских очију да би видели да ли постоје још нека недавна подударања. Они добијају подударање за Софијине очи, чији се скенирање шаренице подудара са оним направљеним у Индији пре само три месеца, годинама након Софијине смрти.
Ијан одлази у Индију да пронађе предмет овог снимка. Тамо проналази Прију, шефа друштвеног центра у коме је рађена анализа шаренице. Прија препознаје Софијине очи као девојке које познаје, по имену Саломина, и пристаје да им помогне. Ијан и Прија крећу у потрагу за Саломином, која је сироче и чини се да су нестала у гужви града. Ијан покушава билбордом који приказује Софијине очи да је нађе и нуди новац као награду. Опкољен је позивима, али ниједан није веродостојан. После пар недеља наилази на дјевојчицу која буљи у билборде. То је Саломина. Одводи је у свој хотел и контактира Карен преко Скајпа. Њих двоје спроводе једноставан тест осмишљен да открију да ли је Саломина можда некако повезана са Софи. У почетку је Саломина све се подударало, али на крају су њени резултати били у оквиру резултата који се дешавају случајно. Карен га пита како се осећа због овога и он каже да се осећа прилично насамарено. Осећајући се помало разочарано, Ијан затим напушта хотелску собу са Саломином да је одведе код Прије, али кад стигну до лифта, у тренутку кад се врата отворе Саломина паничи и баци се у његово наручје, превише уплашена да би ушла. Гледајући једно у друго као да се већ познају, они се затим стисну једно уз друго, и почињу да плачу. Он је одводи доле низ степенице, док му се Саломина чврсто држи око врата, док не изађу из мрачне унутрашњости и не изађу на светлост.
Симбол за пост-кредите приказује доктор Симонса који скенира шаренице познатих умрлих личности, проналазећи многе такве подударности.

## Улоге
- Михаел Пит као Ијан Греј
- Брит Марлинг као Карен
- Астрид Бергес-Фрисби као Софи Елизондо
- Стивен Јеун као Кени
- Арчи Пањаби као Прија Варма
- Кера Сејмоур као Др. Џејн Симонс
- Венида Еванс као Маргарет Дејри
- Вилиам Мапотер као Дерил Макензи
- Кашиш као Саломина

## Продукција
Порекло очију био је други дугометражни филм сценаристе и режисера Мајка Чахила, после његове раније независне научнофантастичне драме, Друга земља (2011), такође са глумицом Брит Марлингом. Чахил је продао филмска права Друге земље Фокс Срчлајт Пикчрс на филмском фестивалу Сан денс 2011. Тада је продао и сценариј онога што ће бити његов следећи играни филм под називом Око. Током развоја филма Око, пошто није успео да испуни неке аспекте приче, Чахил уместо тога одлучио да направи причу о пореклу филма, у којој је имао богату причу о пореклу филма.

Иако је Фокс Срчлајт Пикчрс поседовао права на све наставаке скрипте Око, Чахил је одлучио да направи Порекло очију независно. Хтео је да прода филм на Сан Денс Филм Фестивалу, као што је то урадио за Другу земљу. Фокс Срчлајт Пикчрс се сложио и филм су продуцирали Верисимилитуд и ВеВрк Студиос у сарадњи са Берсин сликама и Пени Јане филмови . Након премијере филма Порекло очију на филмском фестивалу у Сан Денс 2014. године, Фокс Срчлајт Пикчрс одлучио је да купи права за филм.

## Издање
Порекло очију је премијерно приказан на филмском фестивалу Сан Денс 18. јануара 2014. Након премијере Фокс Срчлајт Пикчрс купио је права филма за цео свет. Филм је освојио награду на фестивалу Алфред П. Слон, која ради са филмовима који приказују науку и технологију. Ово је била друга победа Чахила; његов филм Друга земља је такође освојио награду 2011. године. Порекло очију је приказан на БАМсинемаФест-у са седиштем у Бруклину и на Филмском фестивалу у Нантукету, оба крајем јуна 2014.
Порекло очију се приказивало у ограниченом позоришном издању 18. јула 2014. у само четири позоришта. Следеће недеље проширио се на 76 позоришта.

## Успех
Порекло ичију је добио различите врсте критика. Ротен Томатос је дао филму рејтинг од 53%, на основу 100 рецензија, са просечном оценом 6/10. Консензус странице каже: „Главни писац Мајк Чахил поседује интригантно амбициозан таленат, али с неравномерном научно-фантастичном драмом Порекло очију, његов домет превазилази његово схватање“. На Метакритик филм има оцену 57 од 100 на основу 36 критичара, на основу мешовитих односно просечних критика. Јордан Закарин, на вестима за забаву и медије Д Врап, рекао је да "филм почиње као љубавна прича, а затим се претвара у трилер, који увек покреће преплетање вере и логике, с тим да трагедија мења поглед на свет током времена". Он је наставио, рекавши да је "порука микро и макро, усмерена на обновљени рат у Сједињеним Државама због питања као што су научно образовање и контрацепција, као и Чахилов начин израде сопствених разлилитих емоција".

## Наставак
Порекло очију је развијен као наставак Око, сценарија који је Чахил продао Фокс Срчлајт Пикчрс 2011. године. Чахил је намеравао да филм Око заузме место за двадесет година након филма Порекло очију, након што се задрже посљедице открића доктора Ијана Греиа, као задиркивања у пост-кредитима филма. 
Током интервјуа о филму, Чахил прича о својим плановима да настави са филмом Порекло очију, рекавши: "Постоји наставак у раду. Није сценарио. Још нисмо у продукцији, али смо спремни у Фокс Срчлајт Пикчрс" . 